# Mérens-les-Vals
Mérens-les-Vals település Franciaországban, Ariège megyében. Lakosainak száma 168 fő (2022. január 1.). Mérens-les-Vals Aston, Ax-les-Thermes, L’Hospitalet-près-l’Andorre, Orgeix, Orlu, Savignac-les-Ormeaux, Angoustrine-Villeneuve-des-Escaldes, Porté-Puymorens és Canillo közösség községekkel határos.

## Népesség
A település népességének változása:
| Lakosok száma | 195  | 143  | 149  | 188  | 172  | 167  | 168  | 168  | 168  | 168  |
|               | 1968 | 1982 | 1990 | 2006 | 2013 | 2015 | 2017 | 2019 | 2020 | 2022 |